# 威廉·格里梅尔曼
赫尔曼·约翰·威廉·格里梅尔曼（丹麥語：Hermann Johann Wilhelm Grimmelmann，1893年1月15日—1959年12月8日），丹麦男子竞技体操运动员。他曾代表丹麦获得1912年夏季奥运会体操比赛男子团体自由式铜牌。